# سیارک ۱۴۷۸۹
سیارک ۱۴۷۸۹ (به انگلیسی: 14789 GAISH، نامگذاری:1969TY1) چهارده هزار و هفتصد و هشتاد و نهمین سیارک کشف شده‌است که در ۸ اکتبر ۱۹۶۹ کشف شد.
قدر مطلق سیارک برابر ۴۲.۶ است.